# Paraisotrichidae
Paraisotrichidae is een familie van trilhaardiertjes uit de klasse Litostomatea die voornamelijk voorkomen in het maag-darmstelsel van onevenhoevigen zoals paarden en neushoorns.

## Kenmerken
De cytostoom (celmond) bevindt zich op de bodem van de met cilia (trilharen) bedekt vestibulum (mondregio). Verder is de gehele cel sterk bedekt met cilia die zich over de gehele cel verspreid bevinden.

## Geslachten
- Helicoaster
- Paraisotricha
- Rhizotricha